# Giovanni Arpino
Giovanni Arpino (27. ledna 1927 Pula – 10. prosince 1987 Turín) byl italský prozaik, básník a publicista, představitel italského neorealismu. Ve svých psychologických románech zobrazil typické současné italské politické, sociální a mravní problémy. Autor předlohy k italskému filmu Profumo di donna (1974), jehož stejnojmenný remake vznikl ve Spojených státech roku 1992.
Za román L'ombra delle colline získal v roce 1964 cenu Strega.

## Dílo
- Sei stato felice, Giovanni (1952),
- Gli anni del giudizio (1958, Léta poznávání), příběh mladé manželské dvojice na pozadí přípravy voleb v roce 1953, ve kterém jsou zobrazeny duševní pochody manželky dělníka, která i v radostném očekávání příchodu děcka chápe ideály svého muže i jeho boj o nový, lepší svět a hrdě se k nim hlásí.
- La suora giovane (1959, Mladá jeptiška), umělecky nejdokonalejší autorův román, ve kterém se Arpino zaměřil na klasické, ale stále aktuální téma citových problémů jeptišky. Hlavní hrdinkou je tu mladičká novicka, která šla do kláštera jen proto, že se jí to zdálo pro tu chvíli nejvýhodnější. Sama dodá odvahu k seznámení čtyřicetiletému účetnímu, utopenému v jednotvárnosti života, a svým životním elánem jej přiměje k vyvinutí aktivity, k níž by se jinak při své vrozené plachosti nikdy neodhodlal.
- Un delitto d'onore (1960),
- Una nuvola d'ira (1962),
- L'ombra delle colline (1962),
- Un'anima persa (1966),
- La babbuina (1967),
- Il buio e il miele (1969),
- L'opera pittorica completa di Rembrandt (1969, Rembrandt: Souborné malířské dílo), monografie o nizozemském malíři Rembrandtovi, společně s Paolo Lecaldano Paolem Lecaldanem,
- Randagio è l'eroe (1972),
- Racconti di vent’anni (1974)
- L'assalto al treno ed altre storie (1974),
- Rafé e Micropiede (1974),
- Domingo il favoloso (1975),
- Il primo quarto di luna (1976),
- Azzurro tenebra (1977, Squadra azzura),
- Il fratello italiano (1980),
- Le mille e una Italia (1980),
- Un gran mare di gente (1981),
- Bocce ferme (1982),
- La sposa segreta (1983),
- Il contadino Genè (1985),
- Passo d'addio (1986),
- La trappola amorosa (posmrtně 1988).

## Česká vydání
- Léta poznávání, Československý spisovatel, Praha 1961, přeložil Jaromír Fučík,
- Mladá jeptiška, SNKLU, Praha 1963, přeložil Vladimír Uhlíř,
- Rembrandt: Souborné malířské dílo.Odeon, Praha 1981, přeložili Dagmar a František X. Halasovi,
- Squadra azzura, Odeon, Praha 1983, přeložila Alena Krejčí.